# Калайчев, Андрей Сергеевич
Андре́й Серге́евич Кала́йчев (26 октября 1963, Калуга, СССР) — российский футболист, полузащитник.
Окончил Московский областной государственный институт физической культуры.

## Биография
Увлечение футболом началось с того, что старший брат Николай привёл Андрея в секцию подготовки ФК «Локомотив» (Калуга). Первыми тренерами юного футболиста стали Юрий Аркадьевич Круглов и Анатолий Иванович Концевов, в прошлом сами футболисты.
В 1980 году принят в основную команду калужского «Локомотива». В 1983 оказался в дубле московского «Локомотива», откуда вскоре был призван в армию. Армейскую службу проходил в составе команды «Искра» (Смоленск), игравшей в то время в первой лиге. Отслужив армейский срок полностью, в 1985 вернулся в расположение московского «Локомотива». Вместе с клубом поднялся из первой лиги в высшую. Видя в нём задатки мастеровитого футболиста, главный тренер «Локомотива» Юрий Семин взялся за индивидуальную работу с Калайчевым. Итогом этой работы стал вызов игрока в расположение сборной СССР.
В составе сборной сыграл один матч в составе сборной СССР — вышел на замену на 69-й минуте 21 февраля 1989 года в товарищеском матче со сборной Болгарии, в котором сборная СССР одержала победу 2:1.
В 1990 перешёл в «Торпедо» (Москва), стал финалистом Кубка СССР 1990/91, бронзовым призёром Чемпионата СССР 1991, играл в еврокубках.
В 1992 году, при содействии своего приятеля Евгения Милевского, перешёл в австрийский клуб высшей лиги «Мёдлинг». В новой команде провел 1 сезон, сыграл 22 матча в чемпионате Австрии и 1 игру на кубок Австрии. Вторую половину сезона провел во второй команде, выступавшей в 3-й лиге Австрии, поскольку не сложились деловые отношения с новым главным тренером команды Кранклем. По окончании сезона 1992/93 принял решение вернуться домой и клуб не стал игроку препятствовать в этом. На вторую половину чемпионата России 1993 года вернулся в «Торпедо», где и завершил профессиональную карьеру футболиста.
Осенью 1993 года провел 2 матча в розыгрыше Кубка Кубков 1993/94 против «Маккаби» из Хайфы. Вскоре этот факт дал повод руководству клуба «Мёдлинг» подать иск в контрольно-дисциплинарную комиссию УЕФА о взыскании с «Торпедо» 225 тысяч долларов (трансферной суммы за переход Калайчева). Рассмотрение дела длилось более 3-х лет и достигло своего пика в мае 1996 года, когда УЕФА пригрозил «Торпедо» снятием с розыгрыша Кубка УЕФА 1996/97. В итоге, «Торпедо» был вынужден заплатить требуемую сумму.
По окончании карьеры работал управделами в новообразованный коммерческий банк. В этой должности работал 4 года. В конце 90-х организовал собственную фирму, которая торгует продуктами питания.

## Достижения
- Бронзовый призёр чемпионата СССР: 1991

## Семья
Жена Инга, сын Николай. Старший брат Николай также был футболистом.